# Abbaye du Canadel
L'abbaye du Canadel est un ancien prieuré catholique située dans le quartier du Canadel à La Colle-sur-Loup, en France.

## Localisation
La chapelle est située dans le département français des Alpes-Maritimes, sur la commune de La Colle-sur-Loup.

## Historique

### Abbaye de Saint-Véran
Au Ve siècle avait été fondé un prieuré au bord du Loup où avait séjourné saint Véran. Saint Véran était le fils d'Eucher, saint Eucher, sénateur, fils d'un préfet du prétoire des Gaules à Trèves, il avait souhaité se retirer et suivre une vie monastique aux îles de Lérins. En 413, il avait été rejoint sur l'île Sainte-Marguerite par sa femme Galla et ses deux fils, Véran et Salon alors âgés de 10 et 8 ans. Ils furent placés sous la tutelle spirituelle de Salvien, puis de saint Hilaire et saint Vincent. Salvien dédia le De gubernatione Dei à Salon. Après avoir pris l'habit monastique à Lérins des mains de Maxime qui a succédé comme abbé de Lérins à saint Honorat avant d'être choisi comme évêque de Riez, Salon est devenu prêtre à Marseille avant de devenir évêque de Genève et Véran a été choisi évêque de Vence.
Euric, roi des Wisigoths, ayant envahi la Provence, saint Véran se rendit à sa rencontre, vers 470, pour lui demander d'épargner Vence. La légende dit qu'Euric ayant planté son épée dans un chêne, il lui a dit qu'il épargnerait la ville si son épée fleurissait avant l'aube. Le lendemain, il constata qu'un liseron rouge s'était enroulé autour de l'épée et épargna son diocèse. Une chapelle fut construite en rive gauche du Loup pour commémorer l'événement dans ce qui devenu le quartier Saint-Véran. Les moines de Lérins vont y construire un monastère.
En 730, l'abbaye a été pillée par les Sarrasins. Elle a été restaurée au temps de Charlemagne qui s'y était arrêté en se rendant en pèlerinage à Rome, mais détruit de nouveau au milieu du IXe siècle. Elle possédait un oratoire où se trouvait une icône dorée qui était appelée la Dorade. Après l'expulsion des Sarrasins en 993, la plupart des édifices religieux étaient ruinés.
L'abbaye de Saint-Véran et l'église Notre-Dame-la-Dorée, aussi appelée la Dorade, étaient à reconstruire. Arnoul, évêque de Vence demanda à l'abbaye Saint-Eusèbe d'Apt de l'aider à reconstruire l'abbaye. Pons, moine à Saint-Eusèbe vint à Vence. L'évêque transmit l'abbaye de la Dorade à l'abbaye Saint-Eusèbe. Pons dégagea les ruines de la Dorade et entrepris de la restaurer. Le comte de Vence et de Cagnes, Laugier, a rendu à l'abbaye ses terres et ses privilèges. Durand, abbé de l'abbaye Saint-Eusèbe d'Apt, plus tard évêque de Vence nomma le premier abbé, don Constantin.
L'abbé Constantin meurt en 1030 et est remplacé par Pons. Ce dernier, en 1050, avait transmis son abbaye à l'abbaye de Lérins avec l'accord de l'évêque de Vence. Avant de mourir, il a renouvelé cette donation le 8 août 1055 devant l'évêque de Vence. Le prieuré Notre-Dame du Canadel est resté dans la manse épiscopale de Vence.
En 1032, Laugier, seigneur de Vence, sa femme Odile et leurs fils, dont Pierre, évêque de Sisteron, donnèrent leurs biens au monastère Notre-Dame-la-Dorée.
En 1033, Lambert de Vence donne des chapelles au monastère Notre-Dame-la-Dorée.

### Le prieuré du Canadel
Le prieuré du Canadel ou de Notre-Dame-de-la-Visitation a pour origine une donation de Pierre et de sa femme Hermangarde, faite en août 1012 (ou en décembre 1016) à l'abbaye Saint-Véran ou Notre-Dame-la-Dorée qui se trouvait à Pont-du-Loup.
Le début de la construction de la chapelle date de la donation de l'abbaye Notre-Dame-la-Dorée, dont dépend le Canadel, à l'abbaye de Lérins dans la seconde moitié du XIe siècle. La chapelle a dû être agrandie au milieu ou au troisième quart du XIIe siècle. Un cloître a été ajouté ainsi qu'une tour à mâchicoulis au XIIIe siècle.
En 1512, pour son arrivée à Vence, le nouvel évêque, Jean-Baptiste Bonjean, séjourna au Canadel avant d'entrer dans Vence.
Le 20 novembre 1569, Jean de Villeneuve a acquis par acte passé devant le notaire de Vence, Georges Isnard, le Canadel moyennant 200 écus de pension à l'évêque. La famille de Villeneuve-Tourettes avait hérité le Canadel des Villeneuve-Vence-Thorenc et y résidait. La chapelle resta en service. En 1632, Isabeau, épouse du gouverneur de Saint-Paul, y a fondé une « chapellerie » dotée de 300 livres à la condition de dire une messe hebdomadaire à son intention. D'autres dotations ont été faites à la suite.
Le bâtiment a été saisi à la Révolution et vendu. Le chapelain quitta la chapelle.
En 1937, un certain Joseph Vighi, chef de cuisine de l'hôtel Negresco, a acquis les vestiges du prieuré et en fit une auberge. Depuis 1997, l'ancien prieuré a été aménagé en hôtel restaurant, L'Abbaye, 541 boulevard Honoré-Teisseire et chemin du Canadel.
L'édifice est inscrit au titre des monuments historiques le 24 janvier 1927.